# Because of You (Marques Houston)
Because of You è il quarto ed ultimo singolo di Marques Houston ad essere estratto dal suo album d'esordio MH.

## Tracce
UK - CD
1. Because of You (radio edit)
2. Because of You (album version)

UK - Vinyl
1. Because of You (album version)
2. Dirty Dancin' (non album track)
3. Because of You (instrumental)